# یاژنن کیژ
یاژنن کیژ (به لاتین: Jarzynny Kierz) یک روستا در لهستان است که در گمینا خوژله واقع شده‌است. یاژنن کیژ ۲۰ نفر جمعیت دارد.